# 田村荘 (大和国山辺郡)
田村荘（たむらしょう）は、中世の大和国山辺郡に置かれていた荘園。現在の奈良県天理市田町の付近にあったと推定されている。

## 概要
興福寺の創建者（本願主）である藤原不比等が興福寺に寄進した土地（本願施入田）から構成される同寺の一円所領であり、寺務によって管理された。延久2年（1070年）作成の『興福寺雑役免帳』によれば、当時の田村荘は雑役免系荘園・官省符荘に相当し、その田数は27町8段であった。その後多少田数が増加して荘域も拡大し、室町時代の応永6年（1399年）作成された「興福寺造営段米田数帳」（『春日大社文書』）によれば、30町6段半あったとされている。また、荘域の拡大にともなって寺務が管理する田村荘とは別に大乗院や一乗院が所有する別の「田村荘」が生み出されるなど紆余曲折もあったが、中世を通じて一貫して興福寺の一円所領として機能した。